# Întâlnire cu un țărănoi
„Întâlnire cu un țărănoi” (în engleză „Encounter with a Hick”) este o povestire științifico-fantastică din 1967 scrisă de Jonathan Brand. A apărut prima dată în 1967 în volumul Viziuni periculoase (în engleză Dangerous Visions) editat de Harlan Ellison. În limba română volumul și povestirea au apărut la Editura Trei, în anul 2013.

## Prezentare
Povestirea „Întâlnire cu un țărănoi” implică corporații de terraformare într-un viitor îndepărtat. O broșură descrie procesul care durează șase zile, pentru ca ziua a șaptea să fie de odihnă (cu trimitere la mitul creației). „Țărănoiul” din titlu primește informația despre acest lucru prin filtrul nostru cultural și, desigur, consideră totul o blasfemie.

## Legături externe
- en  Istoria publicării lucrării Întâlnire cu un țărănoi la Internet Speculative Fiction Database

## Vezi și
- 1967 în științifico-fantastic